# 日丹尼夫卡市镇
日丹尼夫卡市级市镇（烏克蘭語：Жданівська міська громада）是乌克兰顿涅茨克州霍尔利夫卡区的市镇，行政中心为日丹尼夫卡。

## 居民点
该市镇包括一个城市（日丹尼夫卡）、两个镇（維利希夫卡、莫洛迪沙赫塔尔）和两个村庄。